# Musée du chien du Saint-Bernard
Barryland – Musée et chiens du Saint-Bernard est un parc thématique et musée de Suisse, consacré au saint-bernard, situé à Martigny dans le Valais.

## Historique
En 2004, les chanoines de l'Hospice du Grand-Saint-Bernard décident de vendre leur chenil consacré à l'élevage de saint-bernard dont ils n'ont plus les moyens de s'occuper ; la Fondation Barry, nouvellement créée, se porte acquéreur et conclut un partenariat avec la fondation Bernard et Caroline de Wattewille, pour la création et l'ouverture, début 2006, d'un musée du saint-bernard, dans l'ancien arsenal de Martigny situé dans les jardins de la Fondation Gianadda,,,. Le « musée et chiens du Saint-Bernard »  est repris en 2014 par la fondation Barry et rebaptisé Barryland l'année suivante,. Il accueille entre 70 000 et 80 000 visiteurs par année.
En 2021, un projet d'agrandissement du parc et du musée Barryland voit le jour, à terme ce projet devrait multiplier par quatre l'espace disponible pour les chiens, dont le nombre de trente sur place pourrait être porté à cinquante. En juin 2025, après deux ans de travaux,, le parc thématique Barryland, consacré au chien national suisse, est ouvert au public. Le musée entièrement rénové est installé dans un bâtiment de béton et de bois, aux lignes courbes en forme d'empreinte de patte de chien,,,,, dans lequel chaque jour 16 chiens de l'élevage voisin sont amenés pour être présentés au public.